# Adrián Czornomaz
Adrián Carlos Czornomaz (né le 25 août 1968 à Avellaneda en Argentine) est un footballeur argentin qui évoluait au poste d'attaquant, avant de devenir ensuite entraîneur.

## Biographie

### Carrière de joueur
Adrián Czornomaz joue en Argentine, au Chili, en Autriche et au Pérou.
Il termine à deux reprises meilleur buteur de la deuxième division argentine, en 1995-1996 et 1998-1999, inscrivant à chaque fois 26 buts.
En Argentine, le bilan de sa carrière se monte à 12 buts en première division et 158 buts en deuxième division.
Il dispute également huit matchs en Copa Libertadores. Il est finaliste de cette compétition en 1997 avec le Sporting Cristal, même s'il ne prend pas part aux demi-finales, ni à la finale, où son équipe s'incline face au club brésilien de Cruzeiro.

## Palmarès
| Independiente - Championnat d'Argentine (1) : - Champion : 1988-89. |  | Cobreloa - Coupe du Chili : - Meilleur buteur : 1990 (13 buts). |  | Banfield - Championnat d'Argentine D2 (1) : - Champion : 1992-93. |  | Los Andes - Championnat d'Argentine D2 : - Meilleur buteur : 1995-96 (26 buts). |

| Universitario de Deportes - Championnat du Pérou : - Meilleur buteur : 1996 (20 buts). |  | Sporting Cristal - Copa Libertadores : - Finaliste : 1997. |  | Tucumán - Championnat d'Argentine D2 : - Meilleur buteur : 1998-99 (26 buts). |